# Jackson Township (Jackson County, Iowa)
Die Jackson Township ist eine von 18 Townships im Jackson County im Osten des US-amerikanischen Bundesstaates Iowa. Das U.S. Census Bureau hat bei der Volkszählung 2020 eine Einwohnerzahl von 414 ermittelt.

## Geografie
Die Jackson Township liegt im Osten von Iowa rund 7 km westlich des Mississippi, der die Grenze zu Illinois bildet. Die Grenze zu Wisconsin befindet sich rund 50 km nördlich.
Die Jackson Township liegt auf 42°09′57″ nördlicher Breite und 90°29′36″ westlicher Länge und erstreckt sich über 93,2 km².
Die Jackson Township liegt im östlichen Zentrum des Jackson County und grenzt im Norden an die Bellevue Township, Washington Township, im Südosten an die Van Buren Township, im Süden an die Fairfield Township, im Südwesten an die Maquoketa Township, im Westen an die Perry Township und im Nordwesten an die Richland Township.

## Verkehr
Durch die Jackson Township verläuft keine überregionale Fernstraße. Alle Straßen sind entweder County Roads oder weiter untergeordnete und zum Teil unbefestigte Fahrwege.
Die nächstgelegenen Flugplätze sind der Maquoketa Municipal Airport (rund 25 km südwestlich), der Tri-Township Airport bei Savanna in Illinois (rund 50 km südöstlich), der Clinton Municipal Airport (rund 50 km südlich) und der Dubuque Regional Airport (rund 40 km nordwestlich). Der nächstgelegene größere Flughafen ist der rund 90 km südlich gelegene Quad City International Airport.

## Bevölkerung
Bei der Volkszählung im Jahr 2010 hatte die Township 431 Einwohner. Neben Streubesiedlung existiert in der Jackson Township mit Springbrook (mit dem Status „City“) eine selbstständige Gemeinde.